# Hrišovce
Hrišovce (em alemão: Hrischowitz; em húngaro: Gyónfalva) é um município da Eslováquia, situado no distrito de Gelnica, na região de Košice. Tem 7,96 km² de área e sua população em 2018 foi estimada em 307 habitantes.

## Demografia
| Ano:        | 1994 | 2004   | 2014   | 2024   |
| ----------- | ---- | ------ | ------ | ------ |
| Broj ljudi: | 324  | 310    | 320    | 280    |
| Razlika:    |      | -4,32% | +3,22% | -12,5% |

| Ano:               | 2023 | 2024   |
| ------------------ | ---- | ------ |
| Número de pessoas: | 275  | 280    |
| Diferença:         |      | +1,81% |